# ان‌جی‌سی ۱۹۱ای
ان‌جی‌سی ۱۹۱ای (انگلیسی: NGC 191A) یک کهکشان عدسی شکل در صورت فلکی نهنگ است.